# Kinvuka Kianvuama
Kinvuka Kianvuama é um termo da língua Kikongo que significa "Aliança dos Poderosos". Ele está enraizado na cultura do povo Bakongo, um grupo étnico Bantu predominante no norte de Angola, incluindo as províncias de Cabinda, Uíge e Zaire, além de regiões da República Democrática do Congo, República do Congo e Gabão.

## Contexto Histórico
O termo "Kinvuka Kianvuama" se insere na tradição cultural do Reino do Kongo, um império pré-colonial africano cuja capital era Mbanza Kongo, situada na atual província do Zaire, em Angola. O reino do Kongo foi um dos primeiros estados africanos a estabelecer contato com os europeus no século XV, desenvolvendo relações políticas e comerciais com Portugal.
A Conferência de Berlim (1884-1885) levou à fragmentação do Reino do Kongo, influenciando a reorganização territorial e sociopolítica da região. Termos e expressões na língua Kikongo, como "Kinvuka Kianvuama", podem ter sido preservados como parte da identidade cultural Bakongo.

## Significado Cultural
Na cultura Bakongo, os nomes e expressões linguísticas possuem significados profundos que refletem a identidade e os valores da comunidade. Segundo pesquisas acadêmicas, a língua Kikongo desempenha um papel essencial na formação da identidade cultural dos Bakongo.
A expressão "Kinvuka Kianvuama" está associada ao conceito de alianças estratégicas entre líderes Bakongo, refletindo práticas sociais de cooperação e solidariedade.